# Calamaria borneensis
Calamaria borneensis — вид змій родини полозових (Colubridae). Ендемік Калімантану.

## Поширення і екологія
Calamaria borneensis мешкають на заході острова Калімантан, на території Індонезії, Малайзії і Брунею. Вони живуть у вологих тропічних лісах, серед опалого листя, на висоті до 1100 м над рівнем моря.